# Kili (Cypr)
Kili (gr. Κοίλη) – wieś w Republice Cypryjskiej, w dystrykcie Pafos. W 2011 roku liczyła 466 mieszkańców.
Przez miejscowość przepływa rzeka Mawrokolubos. W Kili znajdują się trzy zabytkowe kościoły: Panaja Chriseleusis, kościół św. Dometiosa i kościół św. Mamas.